# Barraca del camí dels Muntanyesos IX
La Barraca del camí dels Muntanyesos IX és una obra del Pla de Santa Maria (Alt Camp) inclosa a l'Inventari del Patrimoni Arquitectònic de Catalunya.

## Descripció
Barraca de planta rectangular amb la coberta de terra i pedruscall on ha crescut herba. Està orientada NNE. Al davant hi ha un petit clos en el que hi ha crescut un pi, ara ja de dimensions regulars.
L'interior és cobert amb una falsa cúpula tapada amb grans lloses. La seva alçada màxima és de 2'75m.